# Oporinia clara
Oporinia clara är en fjärilsart som beskrevs av Harris 1933. Oporinia clara ingår i släktet Oporinia och familjen mätare. Inga underarter finns listade i Catalogue of Life.